# NGC 3620
NGC 3620 је спирална галаксија у сазвежђу Камелеон која се налази на NGC листи објеката дубоког неба.
Деклинација објекта је - 76° 13' 2" а ректасцензија 11h 16m 5,0s. Привидна величина (магнитуда) објекта NGC 3620 износи 13,5 а фотографска магнитуда 14,3. NGC 3620 је још познат и под ознакама ESO 38-10, IRAS 11143-7556, PGC 34366.